# 小千谷市総合産業会館サンプラザ
小千谷市総合産業会館サンプラザ（おぢやしそうごうさんぎょうかいかんサンプラザ）は、新潟県小千谷市城内一丁目にある、一般財団法人小千谷市産業開発センターが運営する施設。財団法人小千谷市産業センターが運営するものは他に、当会館と駐車場を挟んで向かい側にある小千谷市錦鯉の里、同市上ノ山にある小千谷市民学習センター「楽集館」がある。

## 概要
小千谷縮や小千谷紬、長岡仏壇（小千谷仏壇）などの伝統工芸品やその他地場産品の展示を主な目的とし、伝統工芸産業会館と産業開発センターから成る地上3階建ての施設として1983年（昭和58年）7月にオープンした。1999年（平成11年）には小千谷縮の生地を使った洋服の産地ブランド「フリーフロム」の専門店が2階にオープン。2001年（平成13年）にはリニューアルし、1階に実演コーナー「織の座」が新設されたほか、2階の「匠の座」は壁や小部屋が撤去され「フリーフロム」の専門店と一体的になった。

### 施設
- 1階
  - 小千谷そば角屋（飲食店）
  - 和風レストラン里（飲食店）
  - ラーメンくいしんぼ（飲食店）
  - 織之座（重要無形文化財小千谷縮の展示、機織りの体験）
  - 小千谷織物同業協同組合事務所
  - 会議室
  - 小会議室
- 2階
  - 会席･喫茶天神囃子フォンティーヌ（飲食店）
  - 物産･お土産販売コーナー
  - 匠の座（和装織物、和装小物、小千谷縮･紬の素材を生かした現代ファッションなどの販売）
  - 事務室
- 3階
  - 大ホール（476m2）
  - 多目的ホール
  - 和室（24畳）
- 2階のホールには、四尺玉などの実物模型が展示されている。
- 当会館の脇の道が坂になっているため、駐車場側の入口は一階にあるが、サンプラザ前バス停側の入口は2階にある。

## アクセス
- 関越自動車道小千谷ICから車で約5分。
- 越後交通 「サンプラザ前」バス停より徒歩すぐ。または「本町中央」バス停（国道291号本町通り沿い）より徒歩約5分。
- JR上越線 小千谷駅より西へ徒歩約25分。